# 포도을
포도을(包道乙)은 중국의 사대기서(四大奇書) 중 하나인 《수호전》(水滸傳)에 등장하는 인물이다. 영응천사(靈應天師)라는 별호로 불린다. 대대로 금화산(金華山)에서 살다가 어릴 적 출가하여 사도(邪道)의 도술을 배운다. 후에 방랍을 따라 모반을 일으켜 전장에 앞장서 요술을 써서 상대를 쓰러뜨렸다. '현원혼천검(玄元混天劍)'이라는 보검을 사용하여 검을 도술로 날리면 백보 떨어진 상대도 공격할 수 있다. 제자로 정마군 정표가 있다. 사용하는 요술은 정표의 머리 위에 금갑의 신인(神人)을 불러내는 것, 주변 일대를 어둠 속에 두고 천지를 뒤흔들고 적의 주위에 거한을 출현시켜 붙잡는 것이 있다. 117회부터 등장한다.
방랍의 난에 가담한 '구도인(仇道人)'이라는 실재 인물이 모델이다.

## 생애
포도을은 양산박군 요격 명령을 받은 제자인 전수태위(殿帥太尉) 정표의 요청으로, 청계동 황궁에서 방랍을 배알하는 장면에서 처음 등장한다.
포도을은 목주에 출현한 양산박군을 포도을의 도술로 격퇴해 달라는 방랍의 뜻을 흔쾌히 받아들여 환대 연회 후 전수부(殿帥府)에서 제자 정표(鄭彪)와 하후성(夏侯成)과 협의하여 군사를 지휘하는 상의를 한다. 이에 사천대감 포문영(浦文英)이 포도을에게 흉조의 출현과 출진 중지, 항복의 진언을 권하는데, 이를 듣고 크게 노하여 포문영을 단칼에 베어 버렸다.
직후 정표를 선봉으로 스스로는 중군에, 하후성이 합후를 맡아 목주 구원에 나선다. 앞선 정표는 상대하러 온 양산박군의 왕영과 호삼랑을 요술로 물리치고 나아가 진군해 송강과 교전한다. 그런데 정표는 양산박 보병군 세 두령(이규, 항충, 이곤)의 맹공에 거꾸로 패주하고, 중군의 포도을은 이를 깨닫자 요술을 써서 양산박군을 물리치려 하지만 갑자기 요술이 누군가의 손에 찢겨져 정표가 적의 원군과 조우하고 만다. 이변을 알아차린 포도을은 곧바로 노지심과 무송의 공격을 받고 있는 정표를 구원하러 가서 정표와 교전하던 무송에게 현원혼천검을 날려 무송의 왼팔을 거의 끊어지게 베었고, 출혈로 기절시켰다. 한편 정표는 보병 세 두령과 교전을 벌이다가 다시 도주해 골짜기로 달아났다. 이때 아군 병사들이 추격하던 양산박의 항충과 이곤을 죽이고 그날은 양군 퇴각한다. 이 전투에서 하후성은 노지심과 함께 사라지지만 정표는 결과적으로 4명의 장수를 죽이고, 포도을이 무송을 재기 불능으로 만들었으며 교전한 양산박군의 10분의 1을 죽이는 전과를 올렸다.
그날 목주성에 입성한 포도을은 우승상·조사원들과 앞으로의 일을 의논하여 정표가 아장(牙將) 십여 명과 함께 성 밖에서 양산박군을 맞아 싸우고, 포도을은 성벽 위에서 도술로 엄호하게 된다. 다음날 양군은 성 밖에서 마주하고, 정표는 양산박군 진영에서 말을 몰고 나온 관승과 일대일 대결을 벌이지만, 수합을 다툴수록 관승의 실력 앞에 점차 정표는 궁지에 몰리게 된다. 정표가 궁지에 몰린 것을 보고 포도을은 주문을 외치며 문득 숨을 정표를 향해 불어오자 정표의 머리 위에서 한 줄기 검은 기운과 함께 항마보저(降魔寶杵)를 든 금갑의 신인(神人)이 나타나 관승에게 덤벼든다. 이를 본 양산박군의 번서도 주문을 외웠고, 송강도 천서에 기록된 바람을 돌려 어둠을 깨는 주문을 외웠다. 그러자 관승의 머리 위로 하얀 구름이 생기고 그 안에서 흑룡을 탄 천장(天將)이 나타나 신인과 천장이 곧 싸움을 시작하며 정표와 관승도 계속 싸우기 시작한다. 도술과 도술, 장수와 장수의 격전 끝에 머리 위에서 천장이 신인을 무찌르는 순간 정표 또한 관승에게 베이고 쓰러진다. 성 위에 앉아 있던 포도을은 자신의 도술이 소멸된 것과 정표의 죽음을 보고 전율하여 일어선 그 순간, 양산박군의 진영에서 능진이 쏜 굉천포 한 탄이 포도을에게 명중하여 산산조각으로 폭사하였다.

## 같이 보기
- 수호전
- 방랍
- 정표
- 무송
- 번서
- 능진